# Trimenia macrura
Trimenia macrura är en tvåhjärtbladig växtart som först beskrevs av Ernest Friedrich Gilg och Schltr., och fick sitt nu gällande namn av W.R. Philipson. Trimenia macrura ingår i släktet Trimenia och familjen Trimeniaceae. Inga underarter finns listade.